# Arrowmont School of Arts and Crafts
L'Arrowmont School of Arts and Crafts és un centre d'Arts i Oficis ubicat a la ciutat nord-americana de Gatlinburg, Tennessee. És 'escola d'artesania més antiga de Tennessee, i ofereix tallers d'arts i manualitats com ara pintura, treball de la fusta, dibuix, vidre, fotografia, cistelleria, ceràmica, arts de la fibra, arts del llibre i treball del metall. L'escola té un programa d'artistes en residència d' 11 mesos per a artistes novells. El campus d'Arrowmont conté els edificis més antics de Gatlinburg i comprèn dos districtes històrics que figuren al Registre Nacional de Llocs Històrics.
La història d'Arrowmont està arrelada en una escola fundada per la fraternitat de dones Pi Beta Phi a Gatlinburg el 1912. L'escola va proporcionar l'única educació pública per als nens a la zona fins que el comtat de Sevier va assumir el control de les seves escoles públiques a principis dels anys quaranta del segle xx. Beta Phi va ajudar a preparar Gatlinburg per al proper boom del turisme (arran de la creació del Great Smoky Mountains National Park) i també va ajudar els residents de Gatlinburg a accedir al mercat nacional de l'artesaniadels Apalatxes amb l'establiment d'aquest centre a la dècada de 1920.
Després que el comtat aconseguís el control de l'escola el 1943, Pi Beta Phi i la Universitat de Tennessee van establir uns tallers d'artesania que es van convertir en el que ara és Arrowmont.
El campus de l'escola va ser danyat el 29 de novembre de 2016, quan un incendi forestal del proper parc nacional de les Great Smoky Mountains es va estendre per Gatlinburg. Arrowmont va perdre dos edificis de dormitoris i un cobert de manteniment. Tots els altres edificis van resultar il·lesos.